# Étourneau caronculé
Creatophora cinerea
Genre
Espèce
Statut de conservation UICN

 LC  : Préoccupation mineure
L'Étourneau caronculé (Creatophora cinerea) est une espèce de passereau de la famille des Sturnidae.

## Description
Il vit en Afrique subsaharienne, notamment dans l'est et le sud du continent.

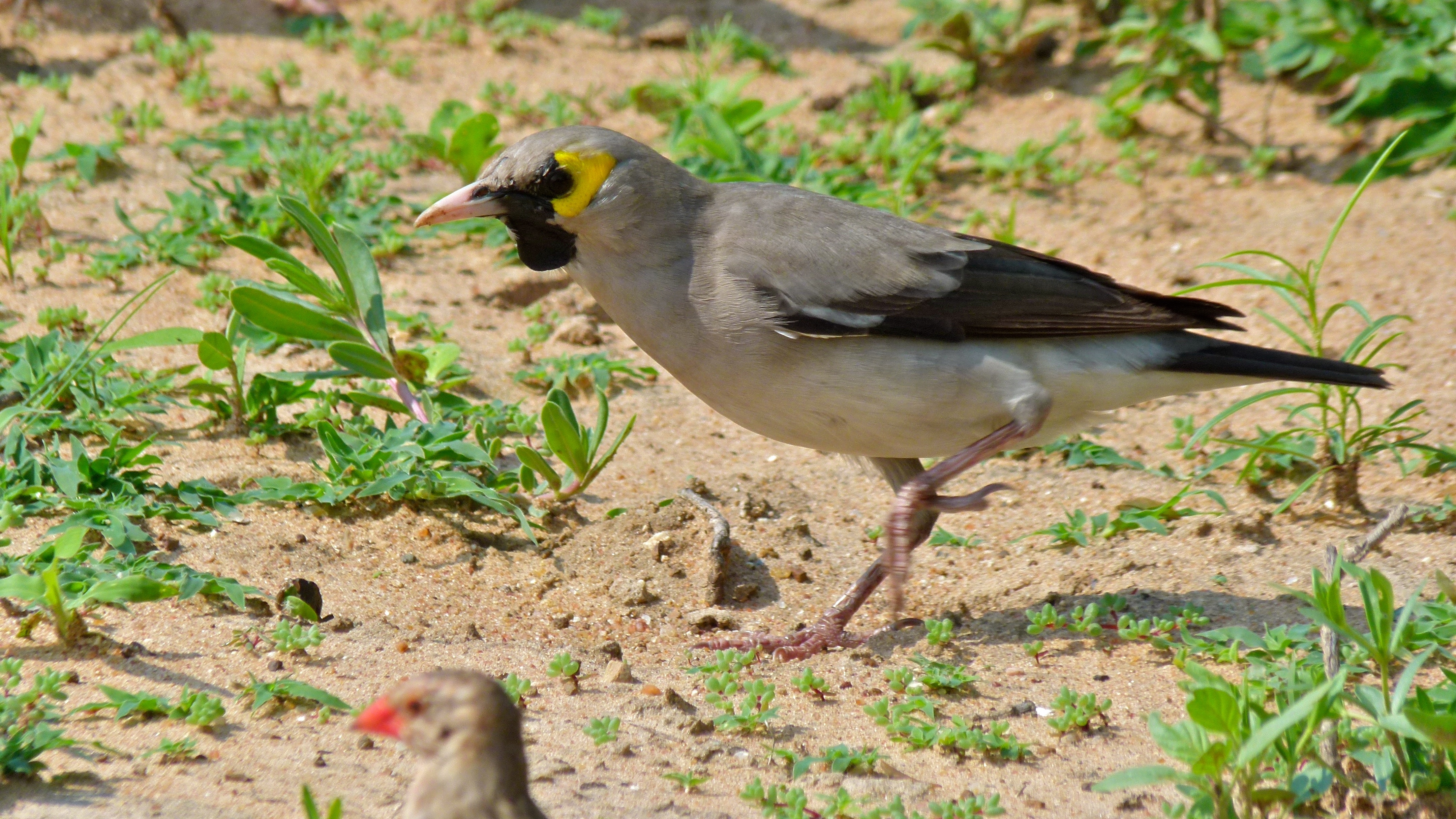
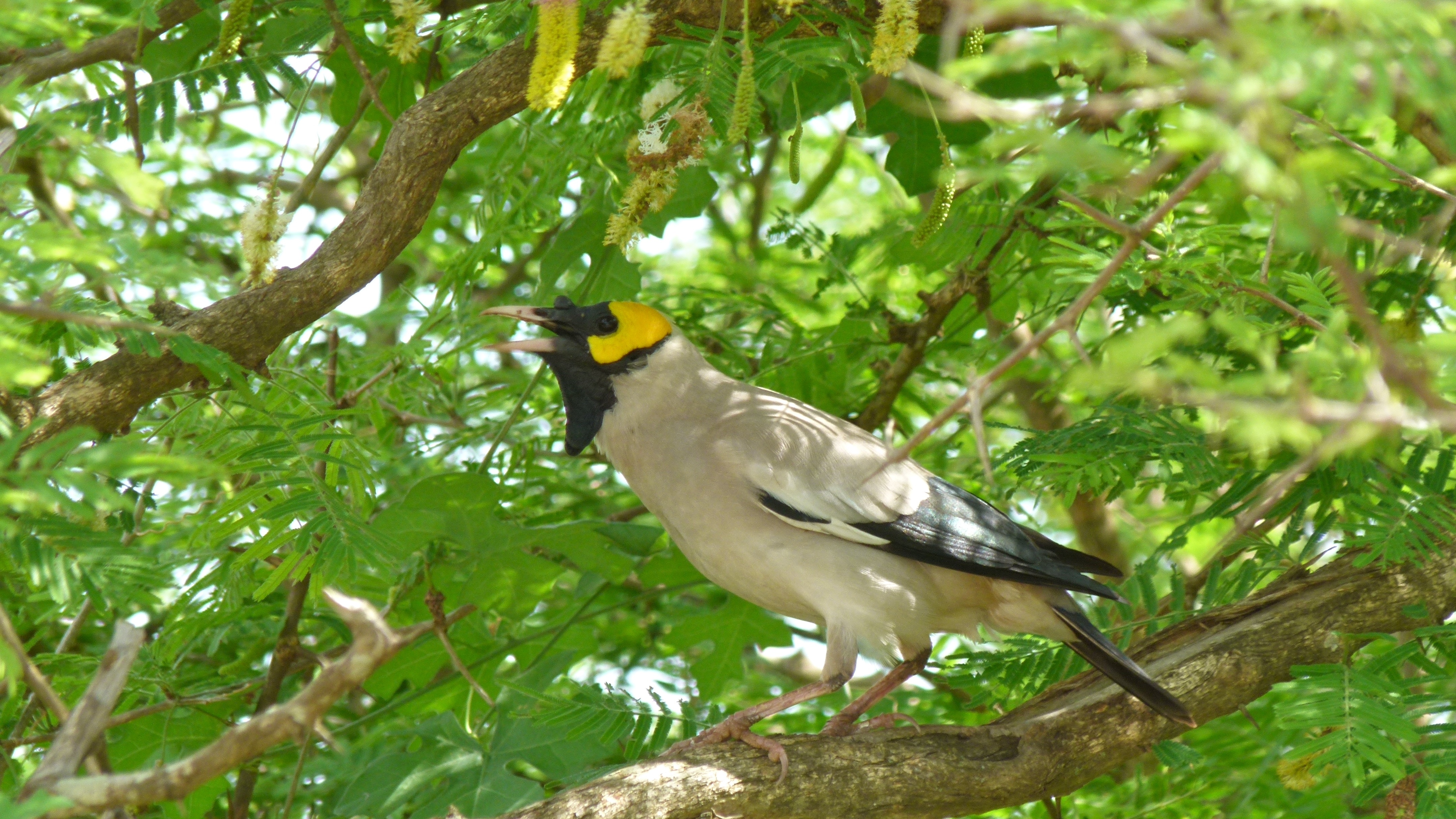
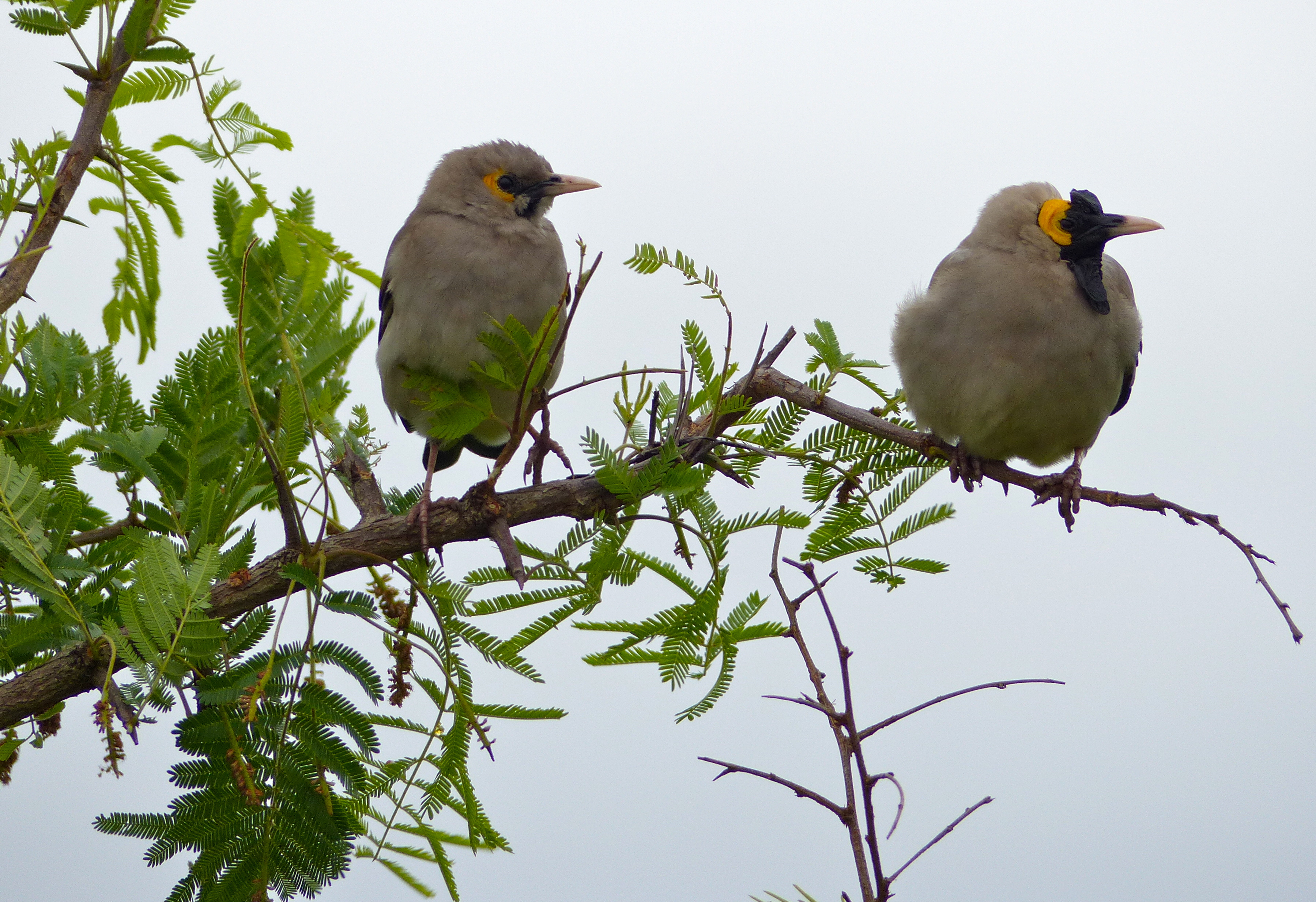